# Rajd Wysp Kanaryjskich 2018
Rajd Wysp Kanaryjskich 2018 (42. Rally Islas Canarias) – 42. Rajd Wysp Kanaryjskich rozgrywany w dniach 3-5 maja 2018 roku na Wyspach Kanaryjskich. Była to druga runda Rajdowych Mistrzostw Europy w roku 2018. Rajd został rozegrany na nawierzchni asfaltowej. Baza imprezy była zlokalizowana w miejscowości Las Palmas de Gran Canaria.

## Lista startowa[3]
Poniższa lista startowa obejmuje tylko zawodników startujących i zgłoszonych do rywalizacji w kategorii ERC w najwyższej klasie RC2, samochodami najwyższej klasy mogącymi startować w rajdach ERC – R5.
| Nr | Zespół                                | Kierowca                   | Pilot               | Samochód        |
| -- | ------------------------------------- | -------------------------- | ------------------- | --------------- |
| 1  | Russian Performance Motorsport        | Aleksiej Łukjaniuk         | Aleksiej Arnautow   | Ford Fiesta R5  |
| 2  | Bruno Magalhães                       | Bruno Magalhães            | Hugo Magalhães      | Škoda Fabia R5  |
| 3  | Norbert Herczig                       | Norbert Herczig            | Ramón Ferencz       | Škoda Fabia R5  |
| 4  | Rallytechnology                       | Łukasz Habaj               | Daniel Dymurski     | Ford Fiesta R5  |
| 5  | BRC Racing Team                       | Pierre-Louis Loubet        | Vincent Landais     | Hyundai i20 R5  |
| 6  | Škoda Auto Deutschland                | Fabian Kreim               | Frank Christian     | Škoda Fabia R5  |
| 7  | BRR Baumschlager Rallye & Racing Team | Albert von Thurn und Taxis | Bjorn Degandt       | Škoda Fabia R5  |
| 8  | Peugeot Rally Academy                 | Laurent Pellier            | Geoffrey Combe      | Peugeot 208 T16 |
| 9  | Hubert Ptaszek                        | Hubert Ptaszek             | Maciej Szczepaniak  | Škoda Fabia R5  |
| 10 | Hermann Neubauer                      | Hermann Neubauer           | Bernhard Ettel      | Ford Fiesta R5  |
| 11 | Toksport WRT                          | Chris Ingram               | Ross Whittock       | Škoda Fabia R5  |
| 12 | Sysinfo Rallye Team                   | Dávid Botka                | Márk Mesterházi     | Škoda Fabia R5  |
| 14 | Palmeirinha Rally                     | Paulo Nobre                | Gabriel Morales     | Škoda Fabia R5  |
| 15 | Toksport                              | Orhan Avcioglu             | Burcin Korkmaz      | Škoda Fabia R5  |
| 16 | Sports Racing Technologies            | Nikołaj Griazin            | Jarosław Fiedorow   | Škoda Fabia R5  |
| 17 | Auto-Laca Competicion                 | Luis Monzón                | José Carlos Déniz   | Ford Fiesta R5  |
| 18 | Hyundai Motor España                  | Iván Ares                  | José Antonio Pintor | Hyundai i20 R5  |
| 19 | Hyundai Motor España                  | Surhayen Pernía            | Rogelio Peñate      | Hyundai i20 R5  |
| 20 | Hyundai Motor España                  | José Antonio Suárez        | Cándido Carrera     | Hyundai i20 R5  |
| 21 | Rufa Sport                            | Grzegorz Grzyb             | Jakub Wróbel        | Škoda Fabia R5  |
| 22 | Eyvind Brynildsen                     | Eyvind Brynildsen          | Torstein Eriksen    | Ford Fiesta R5  |
| 23 | Aleksander Zawada                     | Aleksander Zawada          | Grzegorz Dachowski  | Hyundai i20 R5  |
| 24 | ACCR Czech Team                       | Jan Černý                  | Petr Černohorský    | Ford Fiesta R5  |

## Zwycięzcy odcinków specjalnych
| Dzień | Numer odcinka | Nazwa odcinka                | Długość  | Zwycięzca odcinka  | Samochód               | Czas     | Lider rajdu        |
| ----- | ------------- | ---------------------------- | -------- | ------------------ | ---------------------- | -------- | ------------------ |
| 3.V   | Od. testowy   | Ingenio                      | 3,43 km  | Nikołaj Griazin    | Škoda Fabia R5         | 2:02,100 |                    |
| 4.V   | OS1           | Valsequillo 1                | 10,96 km | Aleksiej Łukjaniuk | Ford Fiesta R5         | 6:44,8   | Aleksiej Łukjaniuk |
| 4.V   | OS2           | San Mateo 1                  | 15,04 km | Enrique Cruz       | Porsche 997 GT3 RS 3.8 | 10:02,3  | Enrique Cruz       |
| 4.V   | OS3           | Artenara 1                   | 23,05 km | Aleksiej Łukjaniuk | Ford Fiesta R5         | 14:04,9  | Aleksiej Łukjaniuk |
| 4.V   | OS4           | Valsequillo 2                | 10,96 km | Aleksiej Łukjaniuk | Ford Fiesta R5         | 6:38,5   | Aleksiej Łukjaniuk |
| 4.V   | OS5           | San Mateo 2                  | 15,04 km | Aleksiej Łukjaniuk | Ford Fiesta R5         | 9:46,7   | Aleksiej Łukjaniuk |
| 4.V   | OS6           | Artenara 2                   | 23,05 km | Aleksiej Łukjaniuk | Ford Fiesta R5         | 14:01,5  | Aleksiej Łukjaniuk |
| 4.V   | OS7           | Las Palmas de Gran Canaria 1 | 1,44 km  | Nikołaj Griazin    | Škoda Fabia R5         | 1:10,6   | Aleksiej Łukjaniuk |
| 4.V   | OS8           | Las Palmas de Gran Canaria 2 | 1,44 km  | Orhan Avcioglu     | Škoda Fabia R5         | 1:09,9   | Aleksiej Łukjaniuk |
| 5.V   | OS9           | Arucas 1                     | 11,58 km | Aleksiej Łukjaniuk | Ford Fiesta R5         | 6:28,1   | Aleksiej Łukjaniuk |
| 5.V   | OS10          | Moya 1                       | 15,08 km | Nikołaj Griazin    | Škoda Fabia R5         | 9:25,4   | Aleksiej Łukjaniuk |
| 5.V   | OS11          | Gáldar 1                     | 24,21 km | Aleksiej Łukjaniuk | Ford Fiesta R5         | 15:31,7  | Aleksiej Łukjaniuk |
| 5.V   | OS12          | Arucas 2                     | 11,58 km | Aleksiej Łukjaniuk | Ford Fiesta R5         | 6:26,6   | Aleksiej Łukjaniuk |
| 5.V   | OS13          | Moya 2 (TC+)                 | 15,08 km | Aleksiej Łukjaniuk | Ford Fiesta R5         | 9:21,2   | Aleksiej Łukjaniuk |
| 5.V   | OS14          | Gáldar 2                     | 24,21 km | Aleksiej Łukjaniuk | Ford Fiesta R5         | 15:24,3  | Aleksiej Łukjaniuk |

## Wyniki końcowe rajdu[4]
| Miejsce | Kierowca            | Pilot               | Samochód               | Czas      | Strata  | Pkt ERC |
| ------- | ------------------- | ------------------- | ---------------------- | --------- | ------- | ------- |
| 1       | Aleksiej Łukjaniuk  | Aleksiej Arnautow   | Ford Fiesta R5         | 2:06:23,6 | –       | 25+14   |
| 2       | Nikołaj Griazin     | Jarosław Fiedorow   | Škoda Fabia R5         | 2:07:15,0 | +51,4   | 18+12   |
| 3       | Fabian Kreim        | Frank Christian     | Škoda Fabia R5         | 2:07:53,1 | +1:29,5 | 15+10   |
| 4       | José Antonio Suárez | Cándido Carrera     | Hyundai i20 R5         | 2:08:12,0 | +1:48,4 | 12+5    |
| 5.      | Laurent Pellier     | Geoffrey Combe      | Peugeot 208 T16        | 2:08:13,5 | +1:49,9 | 10+5    |
| 6.      | Grzegorz Grzyb      | Jakub Wróbel        | Škoda Fabia R5         | 2:08:28,1 | +2:04,5 | 8+3     |
| 7.      | Bruno Magalhães     | Hugo Magalhães      | Škoda Fabia R5         | 2:08:44,7 | +2:21,1 | 6+2     |
| 8.      | Iván Ares           | José Antonio Pintor | Hyundai i20 R5         | 2:08:46,7 | +2:23,1 | 4       |
| 9.      | Miguel Fuster       | Ignacio Aviñó       | Ford Fiesta R5         | 2:08:47,9 | +2:24,3 | *       |
| 10.     | Eyvind Brynildsen   | Torstein Eriksen    | Ford Fiesta R5         | 2:08:49,5 | +2:25,9 | 2+2     |
| 11.     | Enrique Cruz        | Yeray Mújica        | Porsche 997 GT3 RS 3.8 | 2:09:29,0 | +3:05,4 | *       |
| 12.     | Łukasz Habaj        | Daniel Dymurski     | Ford Fiesta R5         | 2:09:31,0 | +3:07,4 | 1       |
| ...     | ...                 | ...                 | ...                    | ...       | ...     | ...     |
| 17.     | Hubert Ptaszek      | Maciej Szczepaniak  | Škoda Fabia R5         | 2:11:09,5 | +4:45,9 |         |
| 20.     | Aleksander Zawada   | Grzegorz Dachowski  | Hyundai i20 R5         | 2:13:29,4 | +7:05,8 |         |

1. 1 2  Nieliczony w klasyfikacji ERC

## Wyniki po 2 rundach
Kierowcy
| Msc. | Kierowca           | Punkty |
| ---- | ------------------ | ------ |
| 1    | Aleksiej Łukjaniuk | 37     |
| 2    | Bruno Magalhães    | 35     |
| 3    | Ricardo Moura      | 30     |
| 4    | Nikolay Gryazin    | 30     |
| 5    | Fabian Kreim       | 26     |